# Broken Age
Broken Age (anteriormente conocido como Double Fine Adventure) es un videojuego de apuntar-y-cliquear, y marca el regreso de Tim Schafer a ese género desde su juego Grim Fandango lanzado el 1998. El juego fue producido y distribuido por la compañía Double Fine Productions para Microsoft Windows, Mac OS X, Linux, iOS, y Android. El juego está dividido en dos actos, el primero habiendo sido lanzado el 28 de enero de 2014; aunque para aquellos que apoyaron la campaña en Kickstarter lo recibieron dos semanas antes.
Broken Age inició bajo el nombre Double Fine Adventure («Reds» como nombre código) como un proyecto de micromecenazgo para Kickstarter promovido por Double Fine y 2 Player Productions en febrero del 2012. Originalmente se había puesto una meta de 400 000 de dólares para cubrir los costos del desarrollo y la creación de un documental sobre este. Se convirtió en el videojuego más apoyado hasta el momento. Consiguiendo en un mes más de 3,45 millones de dólares de más de 87 000 donantes. El desarrollo del juego fue registrado por una serie de documentales episódicos producido por 2 Player Productions.

## Jugabilidad
Broken Age es una aventura gráfica de apuntar-y-cliquear, Donde el personaje controlado por el jugador puede ser dirigido a través de la pantalla para analizar objetos y hablar con otros personajes no controlables para aprender más sobre los objetivos y el mundo del juego. Hay dos personajes jugables, cada uno se localiza en mundos separados, el jugador puede alternar entre los personajes a su conveniencia por medio de la interfaz del juego, sin embargo estos dos personajes no interactúan entre ellos de ningún modo. El juego emplea acciones sensibles al contexto en lugar de listas de verbos textuales como las que se solían emplear en juegos de aventuras arcaicos. Al respecto de esto Schafer dijo que, en esencia, «siempre hubo un verbo, que  era «interactúa con» y este es un acercamiento más moderno». Cada personaje tiene su propio inventario para los objetos que recolecta; los objetos pueden ser usados siendo arrastrados a las áreas sensibles al contexto o combinados con otros objetos.

## Argumento

### Acto 1
Broken Age describe las historias de dos adolescentes sin ninguna conexión inmediata aparente entre ellos, cada uno buscando romper la tradición en sus vidas.
Vella Tartine (con la voz de Masasa Moyo) es una joven mujer en un mundo aterrado por el Mog Chothra, una criatura gigantesca que es apaciguada por el sacrificio de mujeres jóvenes en diversos sacrificios llamados Maiden's Feasts (banquetes de doncellas) rituales organizados en varias villas. Vella es elegida como sacrificio en Maiden's Feast de Sugar Bunting, pero concluye que si Mog Chothra pudiera ser eliminado los rituales se acabarían. Ella encuentra una forma de escapar de los ataques de la bestia, arribando en Meriloft, una pequeña colonia fundada sobre un cúmulo de nubes semisólidas, y es gobernada por un gurú místico. Ella, después, llega a la ciudad portuaria, Shellmound, donde preparan su propio Maiden's Feasts. Ahí ella descubre el templo del Dios Ojo Muerto, que resulta ser una nave espacial enterrada por la arena. Vella despierta al piloto del reposo en el que estaba, y este la ayuda a modificar el sistema de escáner de la nave para que funcione como una arma y atacar a Mog Chothra cuando se aparece para la ceremonia. El plan de Vella funciona, logrando derrotar a la creatura.
Shay Volta (Con la voz de Elijah Wood) Es un hombre joven y aparentemente el único pasajero en la nave espacial Bossa Nostra, una nave incubadora. La computadora de la nave actúa como una figura materna para Shay, ocupándolo con juegos infantiles, nombradas «misiones», y rutinas aburridas que lo previenen de explorar y conocer cosas más allá de la nave. La computadora menciona que él es parte del proyecto «Dandelionis», un esfuerzo desesperado de la gente de su planeta para proteger a Shay (el último espécimen de su raza al explotar su planeta natal) y buscarle un nuevo hogar. Cuando Shay se infiltra en el interior de la nave se encuentra con un ser llamado Marek, que está disfrazado como un lobo. Marek afirma que la computadora ha estado mintiendo a Shay (mostrándole que una guerra está acechando a toda la galaxia) antes de pedirle ayuda para rescatar algunas creaturas inocentes que han sido aprisionadas en diferentes lugares de la galaxia como resultado de la guerra. Marek guía a Shay en un número de misiones, en contra del control de la computadora, para intentar rescatar a las creaturas. Al final de una de las misiones la nave es atacada por una fuerza enemiga, atrapando a Marek entre los escombros y  dejando a Shay inconsciente
El acto 1 acaba con Vella derrotando a Mog Chotra y descubriendo que este es una creatura mecánica. Shay aparece de adentro de esta, revelando que los eventos de su arco histórico eran parte de una ilusión. Vella intenta golpear a Shay pero falla y termina atrapada dentro de la creatura mecánica mientras Shay queda atrapado fuera de ella, ambos permanecen inciertos en cuanto qué deben de hacer en sus nuevas locaciones.

## Desarrollo

### Anuncio y financiamiento
Double Fine Adventure fue anunciado por medio de un proyecto de Kickstarter iniciado el 8 de febrero de 2012. La idea surgió  después de que Tim Schafer fuera entrevistado en el documental de 2 Player Productions sobre el juego Minecraft; dicho documental también fue apoyado por Kickstarter. Después de la entrevista, Schafer y 2 Player hablaron sobre la posibilidad de filmar un documental acerca del siguiente proyecto de Double Fine. Double Fine ya había tenido experiencia como el objeto de una filmación durante la producción de Psychonauts para un episodio de la serie Icons. Cuando 2 Player completó el proyecto sobre Minecraft, en noviembre del 2011, empezaron a buscar una forma de hacer un documental con más profundidad, reconociendo que Double Fine tiene el tipo de ambiente de trabajo que se necesita para hacer posible tal documental. Los dos estudios empezaron a trabajar en los detalles del proyecto; pero Shafer se dio cuenta de que la interferencia de un publicista harían que filmar una representación honesta del desarrollo del juego casi imposible. Double Fine carecía de los recursos para publicar su propio juego y Player carecía del mismo modo de los recursos para la filmación, así que las dos compañías decidieron conseguir el dinero por medio de la plataforma Kickstarter, un método el cual Shafer había visto tener éxito en recaudar sumas mucho más pequeñas para productores independientes. La creación del juego fue considerada inicialmente una tarea secundaria respecto a la filmación del documental.
Se eligió el género de aventura gráfica para ofrecer a la gente un producto que no existiría de no ser por su apoyo, y ayudar a diferenciar al proyecto de aquellos que son respaldados por un publicista. Schafer, siendo un veterano de LucasArts, había sido asociado ya con muchos juegos de aventuras, un género que  por mucho tiempo se le había considerado como un mercado limitado, particularmente desde el lanzamiento del juego Grim Fandango, producido por Shafer. En su discurso al público, Shafer admitió que conseguir financiamiento para tal juego sería algo bastante difícil, diciendo que «si yo fuera con un publicista y le presentara este proyecto ellos se reirían en mi cara». Ron Gilbert, otro antiguo empleado de LucasArts y diseñador de juegos de aventuras en Double Fine, había expresado este mismo sentimiento, escribiendo en su blog personal: «En mi experiencia, puedo decir que si te atreves a mencionar las palabras «juego de aventura» en una conferencia con un publicista, lo mejor es que empieces a empacar tu concepto y te vayas. Tendrías una mejor reacción anunciando que tienes la plaga.» En una entrevista grabada antes del anuncio en Kickstarter, tanto Schafer como Gilbert acordaron que en juego contaría con gráficos en 2D en lugar de modelos en 3D, ya que esto no solo ayudaría a mantener el estilo clásico de los viejos juegos de aventura, también ayudaría a Double Fine a explotar los talentos de su artista Nathan Stapley. Schafer explicó que este juego no sería un museo  o un trabajo de nostalgia,  si no  que sería «un juego fresco y moderno y se sentirá como el siguiente juego si hubiera hecho uno directamente después de Grim Fandango».
La campaña en Kickstarter se inició en febrero del 2012, sin importar su éxito, Shafer pudiera hablar de él en la Game Developers Conference del 2012 en marzo. Double Fine colocó la meta en 400 000 de dólares, con 100 000 de dólares destinados a la producción del documental y 300 000 de dólares para el juego. Aunque esta era la meta más alta fijada para un proyecto de videojuegos hasta el momento en Kickstarter, este era, también, el presupuesto más bajo con el que Double Fine había trabajado, y una pequeña fracción de algunos otros proyectos descargables previamente realizados por la compañía; los cuales costaron alrededor de 2 millones de dólares. Schafer admitió que un juego hecho con esta cantidad sería «accidentado», y que el presupuesto había sido elegido porque creyó que era lo mínimo con lo que podría hacer un juego de aventuras. Los dos se habían imaginado un presupuesto inicial de 200 000 de dólares, el costo típico de un juego de iOS, pero Schafer tenía sus dudas sobre si debería lanzar un juego con tan bajo presupuesto.
Se dieron varios incentivos a aquellos que dieron más de 15 de dólares, entre ellos el juego, acceso temprano a la fase beta del juego, acceso a áreas privadas de la comunidad, impresiones e invitaciones para conocer al personal de Double Fine. Más recompensas fueron añadidas con forme la producción fue avanzando, incluyendo la descarga digital de la banda sonora, copias físicas del juego, el documental y el libro de arte. Al lanzar el proyecto en Kickstarter, Double Fine clamó que era el primer gran estudio en utilizar tal sistema para financiar un juego.
En nueve horas, el proyecto ya había sobrepasado la meta de los 400 000 de dólares. En 24 hours, Ya había sobrepasado el millón de dólares. Con forme el financiamiento se aproximaba a 1,35 millones de dólares, Schafer se dio cuenta de que el total ya había sobrepasado el presupuesto para Day of the Tentacle (600 000 de dólares) y era casi el mismo que el de Full Throttle (1,5 millones de dólares).  Kickstarter anunció que el esfuerzo de Double Fine había sido el más exitoso hasta ese momento, habiendo atraído a más personas que cualquier otro esfuerzo en la historia del sitio mientras otros han afirmado que es el segundo, siendo el proyecto Elevation Dock el primero – en conseguir 1 millón de dólares en financiamiento por medio de Kickstarter. El proyecto de Double Fine pasó la marca de los de dólares 2 millones el 20 de febrero de 2012, doce días después de comenzada la colecta. Su sitio en Kickstarter cerró el 13 de marzo de ese mismo año con más de 3,3 millones de dólares de más de 87 000 donadores, y con otros 110 000 de dólares prometidos por donadores especiales como Days of Wonder y Alex Rigopulos. Schafer dijo que el financiamiento total fue casi el mismo que varios de sus juegos pasados, como Costume Quest y Stacking, además de su juego en LucasArts, Grim Fandango.
La página de Kickstarter fue actualizada con la promesa de que donaciones adicionales serían utilizadas para mejorar la producción de tanto el documental como el juego, además de expandirse a otras plataformas. En una actualización posterior Schafer afirmó que el financiamiento adicional apoyaría al desarrollo de versiones para OS X y Linux además de dispositivos seleccionados con iOS y Android. Además, el juego contaría con actuaciones de voz en la versión en inglés y la localización del texto en francés, alemán, italiano y español. Schafer también mencionó que habría versiones gratis del juego disponibles después del lanzamiento. Con el financiamiento extra para mejorar el valor de la producción Shafer estimó que el juego tomaría un año para ser terminado, fallando su fecha tentativa de lanzamiento, en octubre del 2012. Un lanzamiento en el segundo cuarto del 2013 fue propuesto por Double Fine, el cual fue retrasado para septiembre del 2013. D.I.C.E. Summit del 2013, Double Fine y Ouya anunciaron una alianza, asegurando que la Ouya sería la única consola para la cual Double Fine Adventure sería lanzado en su lanzamiento.
Después de la campaña en Kickstarter, Double Fine lanzó un programa denominado «patrocinador tardío», que permitiría a los jugadores pre-ordenar el juego a un precio especial, dándoles acceso al documental y a la fase beta del juego una vez estuvieran disponibles. Esta opción también estuvo disponible como parte del Humble Bundle de Double Fine en mayo del 2013 para aquellos que compraron el paquete al precio predeterminado.

### Desarrollo del juego
El juego fue desarrollado en la plataforma de diseño de videojuegos Moái de código abierto, desarrollada por Zipline Games y construida con el lenguaje de programación Lua. Nathan Martz, el director técnico de Double Fine, dijo que la naturaleza abierta de Moái les permitió alterar cualquier aspecto del código base fácilmente, además de permitirles lanzar soporte futuro a las diferentes plataformas, incluyendo dispositivos móviles.
El juego fue desarrollado con la ayuda de Supergenius Studios, localizados en la ciudad de Oregón.
Ya que Schafer no tenía una trama hecha al comenzar el desarrollo, los primeros esfuerzos se concentraron en crear un motor gráfico, estilo de arte y resolver dilemas técnicos. Durante esta etapa en el desarrollo los programadores crearon un juego de prueba con un robot rojo, mientras que los artistas crearon el prototipo de un escenario para establecer un estilo de animaciones inspirado en el arte de Nathan Stapley, además de trabajar en cuestiones básicas la interfaz. Una secuencia incluyendo a un leñador sin nombre y una cabaña en el bosque fueron creadas y el equipo decidió usar un sistema de animaciones con esqueletos usando personaje segmentados en 2D. Una vez que Schafer estableció el argumento, describiendo las historias de un muchacho en un mundo de ciencia ficción y una muchacha en un mundo de fantasía, los artistas se unieron para una sección de lluvia de ideas de arte para producir conceptos para las locaciones del juego. Durante este periodo Shafer también pidió ideas a la comunidad, muchas de las cuales fueron ilustradas por los artistas.
Schafer analizó el estado del proyecto en julio del 2013 y reconoció que al paso que iban no serían capaces de completar el juego hasta el 2015. Se dio cuenta de que entonces se quedarían sin el dinero recaudado en Kickstarter y no estarían recibiendo dinero por las ventas del juego, necesitando entonces cancelar el proyecto o modificar sus planes de lanzamiento. Shafer decidió ajustar el itinerario y lanzar la primera mitad del juego en su fase beta en la plataforma de acceso temprano de Steam para, de esa forma, estuviera disponible en enero del 2014, obteniendo ganancias para financiar el resto del desarrollo y recibir retroalimentación antes de lanzar una versión finalizada. La mala respuesta de esta medida llevó a Shafer a confirmar que no estaban pidiendo más dinero para terminar el juego y que estaban usando su propio dinero para hacer un juego mucho más grande que el propuesto en Kickstarter. Al final, la primera mitad del primer juego fue considerada lo suficientemente pulida y completa como para ser lanzada el 28 de enero de 2014 llamada Acto I con la segunda parte lanzada como una actualización grates al finalizar el año. EL 28 de febrero de 2014 Shafer anunció que las ventas del Acto I habían sido suficientemente altas como para completar el desarrollo y lanzamiento del Acto II.
Muchos actores de voz que trabajaron en juegos previos de Double Fine dieron las voces para personajes en Broken Age, incluyendo Jennifer Hale, Richard Horvitz, Nicki Rapp, Ginny Wescott, y Jack Black. Otros actores de voz fueron Elijah Wood, Pendleton Ward, Wil Wheaton, y Masasa Moyo. Alex Rigopulos, quien dio el mayos donativo en la campaña de Kickstarter, dio su voz para un personaje inspirado en su apariencia.

## Recepción
el primer acto del juego fue bien recibido por la crítica, logrando una puntuación de 82/100 en Metacritic. Adam Sessler de Rev3games dio a Broken Age Acto 1 una calificación de 4/5 llamándolo un juego hermoso con un guion fantástico y divertido. Un mes después del lanzamiento del primer acto, Schafer confirmó que lo obtenido por las ventas sería suficiente para el lanzamiento del Acto II.

## Impacto
El éxito de campañas de financiamiento establece el micromecenazgo como un reto al financiamiento controlado por publicistas y distribuidores. John Walker de Rock, Paper, Shotgun observó que esto no es una amenaza a larga escala, pero sí hace a los publicistas hacerse la pregunta «¿Realmente estamos en contacto con los deseos de nuestros consumidores?» Johnny Cullen de VG247 comparó la campaña de Double Fine en Kickstarter al lanzamiento del álbum In Rainbows de Radiohead, el cual la banda vendió en su sitio web en un sistema de paga-lo-que-quieras antes de su distribución física. Cullen observó que el modelo de miromecenazgo no ha sido exitoso para algunos desarrolladores de videojuegos y que no espera que sea garantía de éxito para proyectos futuros, ya que él cree que Double Fine es un estudio único con un grupo dedicado de fanes, algo que no todos los desarrolladores poseen.
Comentarios iniciales acusaron a Double Fine de ser un caso excepcional, citando la reputación del estudio, experiencia con juegos para mercados limitados y sus historial de dificultades con el financiamiento de publicistas como razones de por qué el caso de Double Fine fue único. inicialmente, mucha gente se mantuvo escéptica a que tal nivel de éxito pudiera ser igualado. Schafer incluso estuvo de acuerdo de que tal nivel de éxito sería difícil de igualar para otros juegos, incluso para Double Fine, ya que el proyecto requeriría ser «una buena historia como para tener gente que la siguiera».
El miedo inicial de que este éxito sería aislado desapareció cuando aparecieron nuevos proyectos. Una vez que cerró la campaña de Double Fine Adventure, Brian Fargo de inXile Entertainment lanzó una campaña en Kickstarter para financiar la secuela Wasteland 2, que consiguió su meta inicial de 900 000 de dólares en dos días, y eventualmente recaudó más de 2.9 millones de dólares. Double Fine Adventure atrajo más de 61.692 nuevos usuarios a Kickstarter, y aumentó considerablemente la visibilidad y viabilidad de la plataforma para financiar y desarrollar videojuegos. En las seis semanas que siguieron al lanzamiento de la campaña de Kickstarter de Double Fine, el sitio recaudó más de 2,9 millones de dólares in en donaciones (además de las destinadas al proyecto de Double Fine) para proyectos relacionados con los videojuegos, comparado con los 1,7 millones de dólares recaudados el año pasado para la misma categoría, además se registró un incremento de financiamiento en los proyectos de las demás categorías. En october, Project Eternity sobrepasó el récord de Double Fine, mostrando que el modelo de micromecenazgo continuará siendo parte de la industria de los videojuegos.
El éxito de Double Fine Adventure ha tenido un impacto particularmente visible en el género de aventuras, Inspirando a otros desarrolladores de juegos de aventuras a usar Kickstarter como una forma de regresar al género. En  los meses que siguieron a su lanzamiento, los creadores de Space Quest, Leisure Suit Larry, Tex Murphy, Broken Sword, y Gabriel Knight lograron conseguir cifras que excedieron la meta original de 400 000 de dólares impuesta por Tim Shafer.